# Städtetag Baden-Württemberg
Der Städtetag Baden-Württemberg ist ein kommunaler Landesverband mit Sitz in Stuttgart, dem 204 Städte des Landes Baden-Württemberg mit insgesamt rund 6,6 Millionen Einwohnern angehören. Mitglieder sind außerdem der Kommunalverband für Jugend und Soziales Baden-Württemberg, die badenova AG & Co. KG., der badische Gemeinde-Versicherungs-Verband (BGV), die Württembergische Gemeinde-Versicherung a. G. (WGV), der Verband kommunaler Unternehmen e. V. (VKU), der Verband Deutscher Verkehrsunternehmen (VDV) sowie die drei kommunalen Gebietsrechenzentren. Der Präsident des Städtetags ist der Karlsruher Oberbürgermeister Frank Mentrup.
Der Städtetag ist privatrechtlich als eingetragener Verein organisiert. Er ist unabhängig von staatlicher Aufsicht und staatlichen Einflüssen, Zuschüsse werden nicht gewährt. Der Städtetag ist Mitglied und Landesverband des Deutschen Städtetages.

## Geschichte
Kommunalverbände haben in Baden-Württemberg bzw. dessen Vorgängern eine lange Tradition. 1873 trafen sich im Karlsruher Rathaus ein Städteausschuss, der sich nach dem Vorbild von Städten in mitteldeutschen Staaten und preußischen Provinzen richtete. Seine Bemühungen mündeten 1880 in die Gründung eines locker organisierten Badischen Städtetags der größeren Städte im Großherzogtum. Es folgte 1895 ein Verband der mittleren Städte Badens, der sich aus 29 badischen Städten mit einer Mindesteinwohnerzahl von 4.000 zusammenschloss. 1897 kam es in Stuttgart zur Gründung des Württembergischen Städtetages als Zusammenschluss von Städten mit mehr als 15.000 Einwohnern (später über 10.000 Einwohner). Daneben bildete sich 1900 ein Oberschwäbischer Städteverband.
Nach der nationalsozialistischen Machtergreifung wurde die autonomen Verbandseinrichtungen bereits 1933 aufgelöst und in den „Deutschen Gemeindetag“ überführt, der ein Zwangszusammenschluss aller deutschen Gemeinden und Gemeindeverbände war.
Im Oktober 1945 kam es zur Gründung des württembergisch-badischen Städteverbandes, dem die Städte in der damaligen amerikanischen Besatzungszone angehörten. 1949 entstand mit 14 kleineren Gemeinden der nordbadische Städtebund. In Südbaden bildete sich 1951 der badische Städteverband, ihm folgte der südbadische Städtebund als Zusammenschluss kleinerer Städte im Jahre 1952. Dieser Städtebund trat 1953 dem württembergisch-badischen Städteverband bei. Am 10. Mai 1954 kam es dann in Baden-Baden zur Gründung des Städteverbands Baden-Württemberg in seiner heutigen Form.
1971 wurde eine Umbenennung in den heutigen Namen beschlossen. Dies geschah zur Angleichung der Titulatur an die anderen kommunalen Spitzen- bzw. Landesverbände.

## Mitglieder
Die 204 Mitgliedsstädte sind in 3 Größengruppen eingeteilt. In der Städtegruppe A sind die Landeshauptstadt Stuttgart und die Großstädte (Stadtkreise) vertreten. Die Städte über 15.000 Einwohner sind in der Städtegruppe B organisiert und in der Städtegruppe C finden sich restlichen Orte wieder.
Diese Aufteilung ist insbesondere deshalb sinnvoll, weil in den unterschiedlichen Städtegrößen unterschiedliche Themen Priorität haben. Zu den Arbeitstagungen lädt der Städtetag deshalb nach Städtegruppen getrennt ein.

## Aufgaben
Der Städtetag Baden-Württemberg sieht seine Aufgabe in der Vertretung der Interessen seiner Mitglieder gegenüber dem Land Baden-Württemberg, dem Bund und der Europäischen Union. In dieser Funktion nimmt der Städtetag Baden-Württemberg auch seinen Verfassungsauftrag nach Artikel 71 Abs. 4 der Landesverfassung Baden-Württemberg wahr („Bevor durch Gesetz oder Verordnung allgemeine Fragen geregelt werden, welche die Gemeinden und Gemeindeverbände berühren, sind diese oder ihre Zusammenschlüsse zu hören“). Daneben ist dem Städtetag in den §§ 50 a und 30 der Geschäftsordnung des Landtags ein Mitwirkungsrecht eingeräumt.
Seit 1999 unterhält der Städtetag zusammen mit dem baden-württembergischen Gemeindetag und dem baden-württembergischen Landkreistag in einer Bürogemeinschaft mit dem bayerischen und dem sächsischen Städtetag ein Büro in Brüssel. Damit wird der immer größeren Notwendigkeit einer Präsenz auf der europäischen Ebene Rechnung getragen.
Die Mitglieder werden über das für sie wichtige politische Geschehen und über aktuelle Entwicklungen im Gesetzgebungs- und Verwaltungsbereich unterrichtet. Weiterhin unterrichtet der Verband seine Mitglieder über Hinweise für die Verwaltung auf Grundlage entsprechender Untersuchungen, Erhebungen oder Projekte. Der Städtetag berät auch in einzelnen kommunalen Angelegenheiten. Ebenso organisiert und führt er Erfahrungsaustausche unter seinen Mitgliedern durch, beispielsweise in Form von Umfragen zu kommunalrelevanten und aktuellen Themen. Eine weitere Aufgabe ist die Vertretung der Städte gegenüber anderen Verbänden, Organisationen und Körperschaften.
Es gibt acht Fachausschüsse des Vorstandes sowie mehr als 70 ständige Arbeitsgemeinschaften und weitere Ad-hoc-Arbeitsgruppen. Weiterhin ist der Verband in ca. 120 Gremien anderer Institutionen und Verbände vertreten.
Der Städtetag ist unter anderem Mitglied in folgenden Organisationen:
Kommunaler Arbeitgeberverband, Badischer Gemeinde-Versicherungs-Verband, Württembergische Gemeinde-Versicherungs a. G., Unfallkasse Baden-Württemberg, Rat der Gemeinden und Regionen Europas, Landesverband der Schulfördervereine, Bundesnetzwerk Bürgerschaftliches Engagement, Aktion Jugendschutz, Kunststiftung Baden-Württemberg.

## Organe
Organe des Städtetags sind die Hauptversammlung, der Vorstand und das Geschäftsführende Vorstandsmitglied (Hauptgeschäftsführer).
Die Hauptversammlung ist das oberste Organ und zuständig für die Beschlussfassung über die Satzung des Städtetages, die Entlastung des Vorstandes und des Geschäftsführenden Vorstandsmitglieds, die Beschlussfassung über Anträge aus der Mitte der Hauptversammlung, die Beschlussfassung über Vorschläge des Vorstandes und über die Auflösung des Städtetages.
Der Vorstand besteht aus jeweils sechs Vertretern jeder Städtegruppe, insgesamt also aus 18 Personen und dem Hauptgeschäftsführer. Der Vorstand wählt aus seiner Mitte den Präsidenten und zwei Stellvertreter. Der Vorstand ist für Stellungnahmen zu Grundsatzfragen der Kommunal- und Landespolitik sowie der Kommunalverwaltung und zu Anhörungen in Gesetzgebungsverfahren zuständig. Daneben obliegt ihm die Beschlussfassung über den Haushalt und die Jahresrechnung, die Bestellung von Fachausschüssen und die Genehmigung von Beschlüssen der Städtegruppen und der Fachausschüsse.
Der Hauptgeschäftsführer ist hauptamtlich beschäftigt und wird vom Vorstand jeweils für 8 Jahre gewählt. Er leitet die Geschäftsstelle, vollzieht die Vorstandsbeschlüsse und ist Vorgesetzter der Mitarbeiter. Seit November 2022 ist Ralf Broß Hauptgeschäftsführer des Städtetages Baden-Württembergs. Er löste Gudrun Heute-Bluhm ab, die von 2014 bis 2022 amtierte.

## Bisherige Vorsitzende/Präsidenten
Die Amtsbezeichnung lautete von 1954 bis 2000 „Vorsitzender“. Seither lautet sie „Präsident“.
- OB Oskar Kalbfell, Reutlingen; Juni 1954 – Januar 1957 und August 1958 – Dezember 1960
- OB Carl Neinhaus, Heidelberg; Februar 1957 – Juli 1958
- OB Hans Reschke, Mannheim; Januar 1961 – Dezember 1967
- OB Theodor Pfizer, Ulm; Januar 1968 – Dezember 1971
- BM Trudpert Müller, Kehl; Januar 1972 – Dezember 1974
- OB Reinhold Zundel, Heidelberg; Januar 1975 – Dezember 1978
- OB Otfried Ulshöfer, Ludwigsburg; Januar 1979 – Dezember 1982
- OB Manfred Rommel, Stuttgart; Januar 1983 – Februar 1989
- OB Gerhard Widder, Mannheim; März 1989 – Februar 1995
- OB Eugen Schmid, Tübingen; März 1995 – Dezember 1998
- OB Bernd Doll, Bruchsal; Januar 1999 – Dezember 2004
- OB Ivo Gönner, Ulm; Januar 2005 – Dezember 2010
- OB Barbara Bosch, Reutlingen; Januar 2011 – Dezember 2016
- OB Dieter Salomon, Freiburg; Januar 2017 – Juni 2018
- OB Peter Kurz, Mannheim; Juli 2018 – August 2023
- OB Frank Mentrup, Karlsruhe; seit August 2023

Ehrenpräsident
OB a. D. Manfred Rommel, Stuttgart; Seit Juni 2008